# Pauline Baynes
Pour les articles homonymes, voir Baynes (homonymie).
Pauline Diana Baynes (9 septembre 1922 à Hove – 2 août 2008 à Dockenfield) est une illustratrice britannique dont les travaux concernent plus d'une centaine de livres, notamment ceux de C. S. Lewis (Les Chroniques de Narnia) et de J. R. R. Tolkien (Le Fermier Gilles de Ham, Smith de Grand Wootton, Les Aventures de Tom Bombadil).

## Biographie
Elle passe son enfance en Inde, où son père travaille, mais elle et sa sœur se rendent en Angleterre pour leurs études. Là, elle intègre la Slade School of Fine Art, puis s'engage un an plus tard auprès du ministère de la Défense, pour lequel elle fabrique des maquettes de démonstration pour certains cours. Cela ne dure pas longtemps, puisqu'elle est bientôt transférée au département de cartographie (elle utilisera ces mêmes talents quand elle dessinera des cartes pour Lewis et Tolkien).
Elle est surtout connue pour ses illustrations des Chroniques de Narnia et des ouvrages de J. R. R. Tolkien.
Après sa mort, le Daily Telegraph explique comment elle et Tolkien se sont mis à travailler ensemble : 

« En 1948, Tolkien rendit visite à ses éditeurs, George Allen & Unwin, pour parler de sa déception relative aux illustrations qu'ils avaient commandées pour sa nouvelle Le Fermier Gilles de Ham ; il vit alors, sur un bureau, quelques ré-interprétations intelligentes de notes médiévales tirées du Lutrell Psalter qui l'enchantèrent. Celles-ci avaient été envoyées par Pauline Baynes, alors toujours inconnue. Tolkien demanda que l'artiste travaillât à illustrer sa propre nouvelle et fut enchanté par le résultat. Il déclara par la suite que Pauline Baynes avait "réduit mon texte à de simples commentaires sur ses dessins". La collaboration se poursuivit et une longue amitié naquit. Plus tard, elle lui montra une affiche représentant Frodo et Bilbo Sacquet et l'écrivain fit un geste de la tête et murmura : "Les voici, les voici". »

— Pauline Baynes dans The Telegraph.
Pauline Baynes a également peint la couverture des éditions en un et trois volumes du Seigneur des anneaux de 1973 et 1981, sans parler des cartes grand format de ce roman et de Bilbo le Hobbit. Sa plus grande fierté était son travail sur le Dictionnaire de chevalerie de Grant Uden, un projet auquel elle consacra deux ans de sa vie.